# USA (Steve Jolliffe)
USA is een livealbum van Steve Jolliffe. Jolliffe trad op op een muziekfestival gewijd aan elektronische muziek te Bloomingdale (New Jersey)  eind oktober 2009. De muziek is een aaneenschakeling van muziek van zijn eerdere soloalbums, waarbij fragmenten aaneen zijn gelast. De muziek neigde steeds meer naar new age en ambient dan naar de doorsnee elektronische muziek.

## Musici
- Steve Jolliffe – synthesizers, dwarsfluit en elektronica

## Muziek
| Nr. | Titel | Duur  |
| --- | ----- | ----- |
| 1.  | USA   | 54:32 |